# Лебедєва Катерина Володимирівна
Катерина Володимирівна Лебедєва (нар. 27 вересня 1982, Київ) — українська письменниця, журналістка, дослідниця, мистецтвознавиця.

## Життєпис і творчість

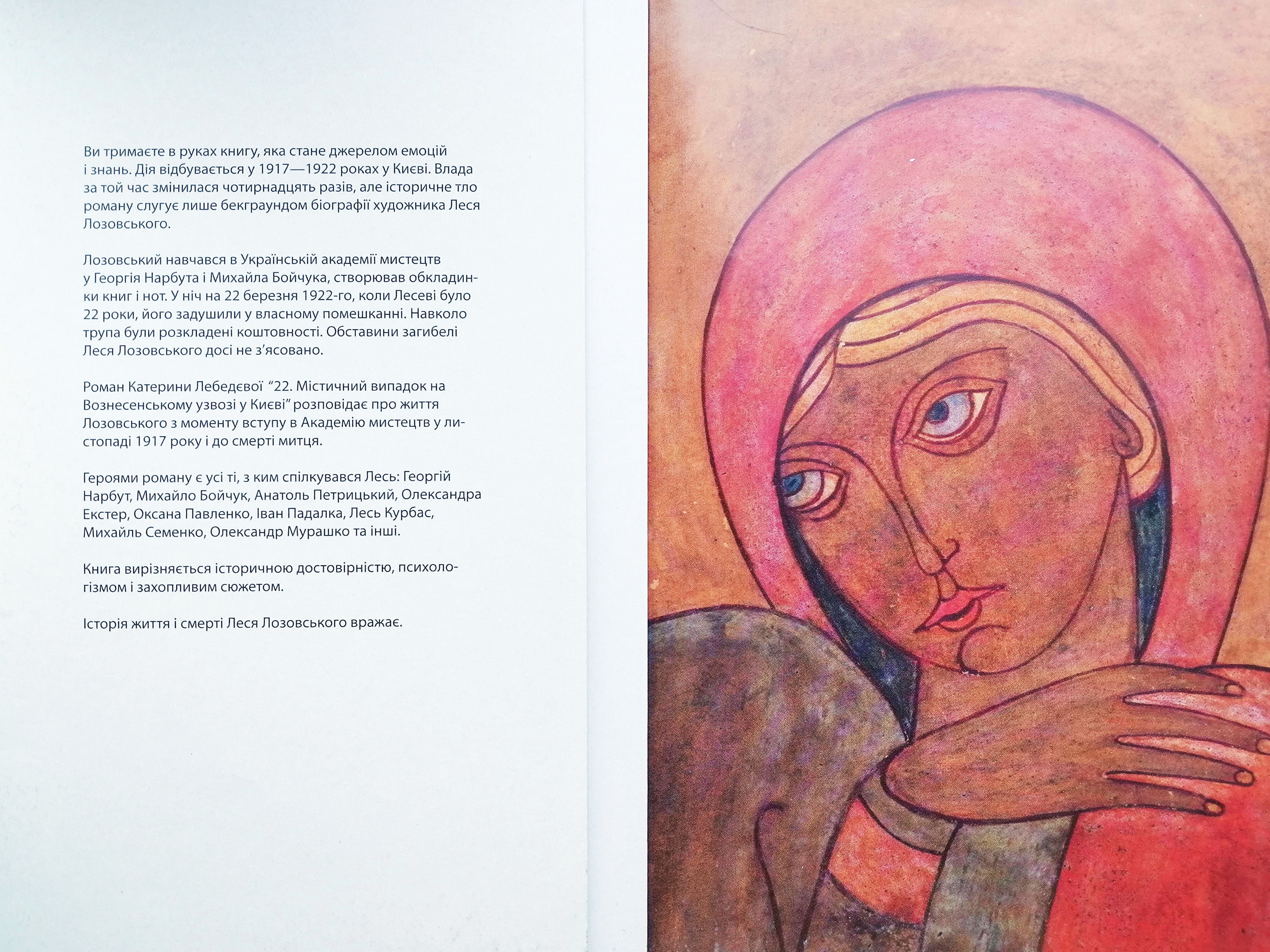
Перша сторінка книги К. Лебедєвої «22».2020

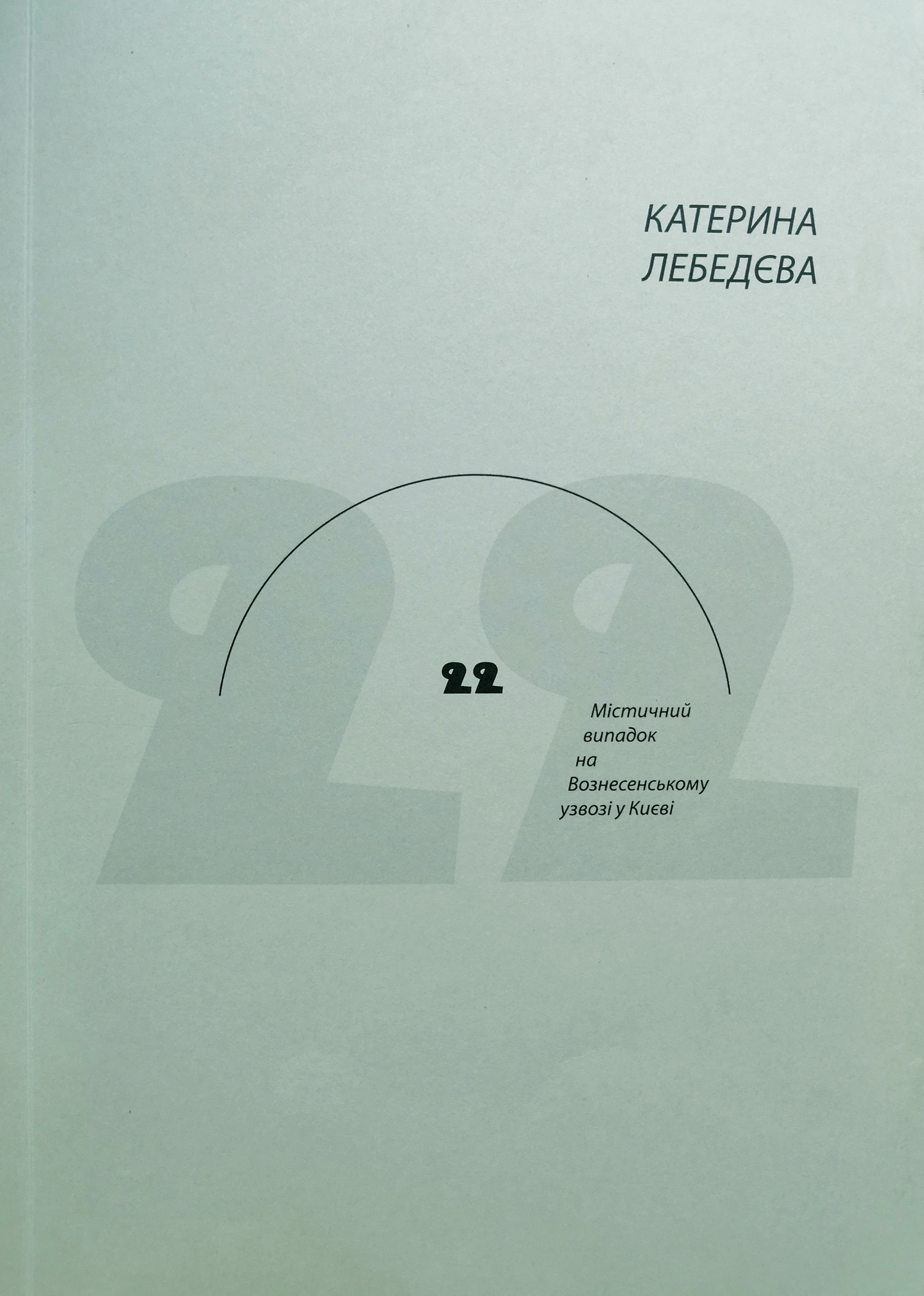
Обкладинка книги К. Лебедєвої «22».2020

Народилася в Києві 27 вересня 1982 року. Донька фотографа Тетяни Лебедєвої. Закінчила Інститут журналістики Київського національного університету імені Тараса Шевченка у 2004 році. Працювала в газетах «Вечірній Київ», «Газета по-киевски», журналах «Молоко», «Телекритика».
У 2007 році друком вийшла дебютна книга дитячої прози «Птаха Корабель».
У 2014 році заснувала інтернет-видання Бібліотека українського мистецтва. Воно висвітлює інформацію з історії та сучасності українського мистецтва. Одним з розділів є ециклопедична добірка біографічних персоналій видатних художників України в алфавітному порядку. Окрім того, до контенту сайту входять електронні копії книг про українських художників та українське мистецтво, виданих протягом XX століття в Україні та за кордоном.
Як видавець у 2016 році здійснила перевидання раритетної книги 1921 року — Я. Вільшенко Чорнокнижник з Чорногори з ілюстраціями художника Антіна Манастирського.
У 2017 році видала фотокнигу Яблонської-Уден Софії — Софія Яблонська. Фото [Архівовано 26 червня 2020 у Wayback Machine.]. Книга вперше презентує Яблонську як фотографа, видана українською та англійською мовами.
У 2017 році Катерина Лебедєва виступила як куратор арт-проекту, спільно з Назаром Шешуряком, присвяченому українському мистецтву наїву. 3 грудня у Літературно-меморіальному музеї-квартирі П. Г. Тичини пройшла презентація альбому наїву Бог зна [Архівовано 18 грудня 2017 у Wayback Machine.] мало відомого українського художника середини XX сторіччя Міщенко. На презентації відбулися: виступ бандуристок Анастасії Решетняк і Олени Неміш з українськими народними піснями, виступ танцюриста у стилі «vogue» Ніка Овчаренка, перформанс Назара Шешуряка «Народне / хтонічне».
У 2020 році стала відомою авторкою роману «22: Містичний випадок на Вознесенському узвозі у Києві», присвяченому художнику — бойчукісту Лесю Лозовському та драматичним подіям у мистецькому середовищі України 1920-х років, коли зароджувався образотворчий Український авангард. Роман було номіновано на Шевченківську премію [Архівовано 22 січня 2021 у Wayback Machine.].
У 2020 році здійснила переклад українською мовою філософського трактату Казимира Малевича «Бога не скинуто». Переклад оприлюднено онлайн на сайті Бібліотеки українського мистецтва [Архівовано 15 квітня 2021 у Wayback Machine.].
На початку лютого 2022 року вийшла книга "Микола Глущенко — художник і шпигун" — перша біографія художника Миколи Глущенка. Було відкрито сайт глущенко.top, на якому вперше оприлюднено онлайн документи зі справи Глущенка з Галузевого державного архіву Служби безпеки України.

## Основні твори К.Лебедєвої
- Птаха Корабель, [Архівовано 26 червня 2020 у Wayback Machine.] (Київ, Грані-Т, 2007, серія «Сучасна дитяча проза»)
- Катерина Лебедєва про Богдана Хмельницького, Мері Рід, Владислава Городецького, Вірджинію Вулф, Девіда Боуї[недоступне посилання з липня 2019] (Київ, Грані-Т, 2008, серія «Життя видатних дітей»).
- Криниця часу. Оповідання (Київ, Гіпертелія, 2017).
- Клаузура. Оповідання (Київ, Гіпертелія, 2018).
- Пригоди бджіл. Оповідання (Київ, Гіпертелія, 2019).
- 22: Містичний випадок на Вознесенському узвозі у Києві. Харків-Київ, Видавець Олександр Савчук, Бібліотека українського мистецтва, 2020.
- Микола Глущенко — художник і шпигун. Харків-Київ, Видавець Олександр Савчук, Бібліотека українського мистецтва, 2022.